# Río Cañas (Las Marías)
Río Cañas es un barrio ubicado en el municipio de Las Marías en el estado libre asociado de Puerto Rico. En el Censo de 2010 tenía una población de 284 habitantes y una densidad poblacional de 34,74 personas por km².

## Geografía
Río Cañas se encuentra ubicado en las coordenadas 18°13′55″N 67°2′10″O / 18.23194, -67.03611. Según la Oficina del Censo de los Estados Unidos, Río Cañas tiene una superficie total de 8.17 km², de la cual 8.17 km² corresponden a tierra firme y (0%) 0 km² es agua.

## Demografía
Según el censo de 2010, había 284 personas residiendo en Río Cañas. La densidad de población era de 34,74 hab./km². De los 284 habitantes, Río Cañas estaba compuesto por el 82.75% blancos, el 3.52% eran afroamericanos, el 10.92% eran de otras razas y el 2.82% pertenecían a dos o más razas. Del total de la población el 99.65% eran hispanos o latinos de cualquier raza.